# Operatie Heron
Operatie Heron was de codenaam van een Britse militaire operatie tijdens de Tweede Wereldoorlog.

## Geschiedenis
Na de geallieerde nederlaag op het Europese vasteland in de zomer van 1940, won het Verenigd Koninkrijk de Slag om Engeland. In het voorjaar van 1941 dacht het Britse opperbevel ook weer offensief. Onder de codenaam "Heron" in de lente van 1941 diverse commandoacties in Noorwegen uitgevoerd. Er werden mijnen geruimd, maar ook elektriciteitscentrales, ijzerertsinstallaties en aluminiumfabrieken werden aangevallen en buiten werking gesteld. De diverse aanvallen waren vrij succesvol verlopen.